# Alligaticeras
Alligaticeras – rodzaj głowonogów z podgromady amonitów.
Żył w okresie jury (kelowej - oksford).